# Brad Newley
Brad Newley (né le 18 février 1985, à Adélaïde en Australie) est un joueur australien de basket-ball, évoluant aux postes d'arrière et d'ailier.

## Palmarès
- Médaille d'or au championnat du monde des 19 ans et moins 2003
- Médaille d'or au championnat d'Océanie 2005
- Médaille d'or au championnat d'Océanie 2007
- MVP du All-Star Game de NBL 2005
- Rookie de l'année de la NBL (2005)
- Meilleur 6e homme de l'année de la NBL (2005)